# 朱懷新
朱懷新（？—？），浙江省金華府義烏縣人，清朝政治人物、同進士出身。
光緒十五年（1889年），参加光緒己丑科殿試，登進士三甲26名。同年五月，著主事，分部学习。